# Vert-Vert (Granet, 1818)
Pour les articles homonymes, voir Vert-Vert (homonymie).
Vert-Vert est un tableau peint par François Marius Granet en 1818. Il mesure 72,5 × 94 cm. Sa localisation est inconnue.

## Contexte, description, analyse
Huile sur toile de 72,5 cm de hauteur sur 94 cm de largeur, ce premier tableau de François Marius Granet sur ce thème tire son nom du perroquet héros du poème Vert-Vert ou les Voyages du Perroquet de la Visitation de Nevers (1734) de Jean-Baptiste Gresset qui a inspiré au cours du XIXe siècle nombre de peintres mais également de dramaturges et de compositeurs comme Jacques Offenbach pour son opéra-comique Vert-Vert. La peinture de Granet illustre le passage du poème où le perroquet, en pénitence et confié à la garde d'une nonne âgée, est gâté par une jeune visitandine à l'insu de son aînée endormie, : 
« On lui choisit pour garde, pour geôlière,

Pour entretien, l'Alecton du couvent,

Une converse, infante douairière,

Singe voilé, squelette octogénaire,

spectacle fait pour l'œil d'un pénitent. »
La scène, dont s'inspire peu après Jean-Claude Rumeau pour son Vert-Vert, est située sous les arcades d'un cloître probablement romain (Granet est à l'époque à Rome) mais non identifié. Le tableau  est vendu en 2003 par la galerie Didier Aaron et Cie. Sa localisation est actuellement inconnue. Granet reprend le même thème dans sa Captivité de Vert-Vert de 1834.

## Articles connexes

Vert-Vert en peinture
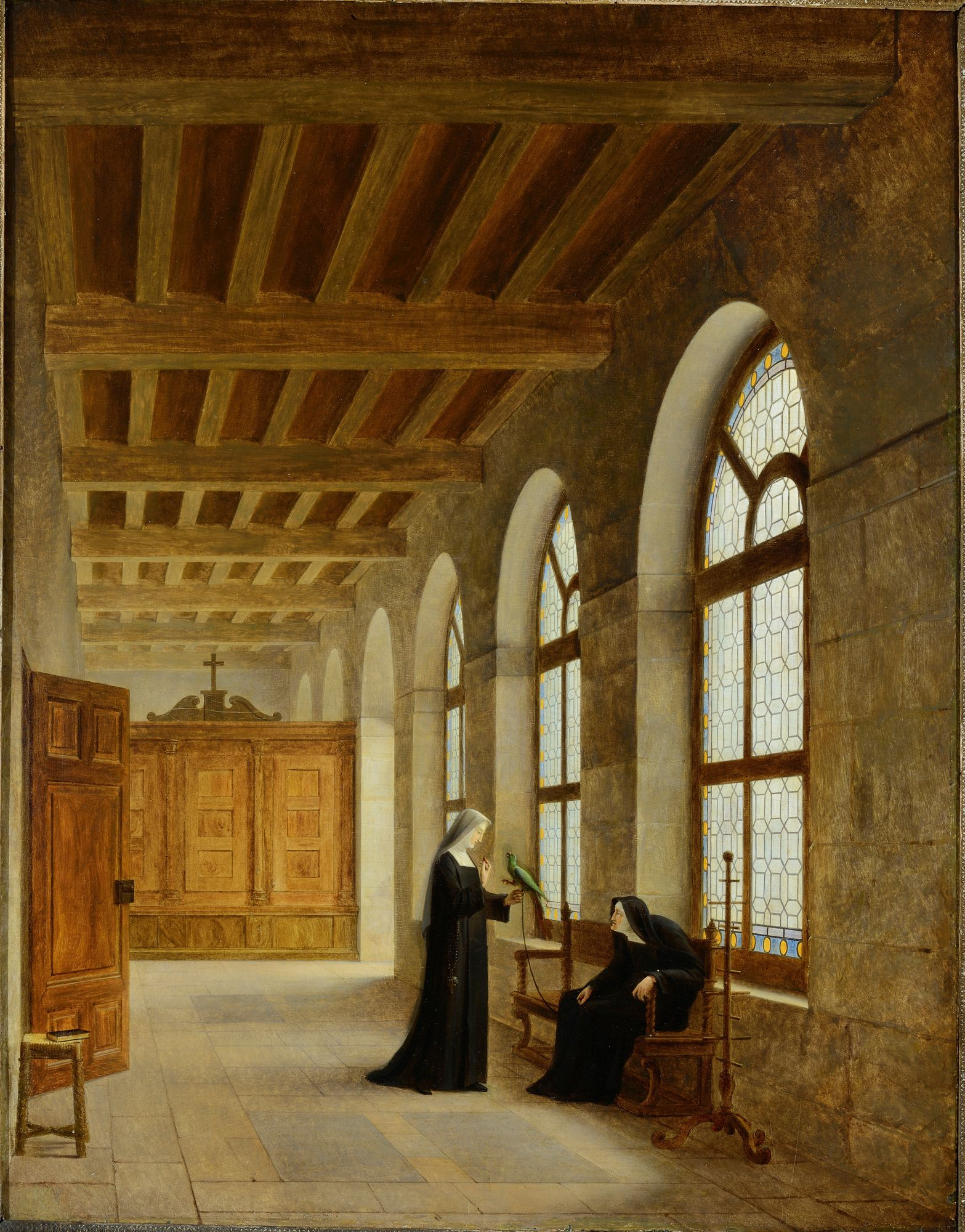
Vert-Vert, Fleury François Richard (1804), musée des beaux-arts de Lyon
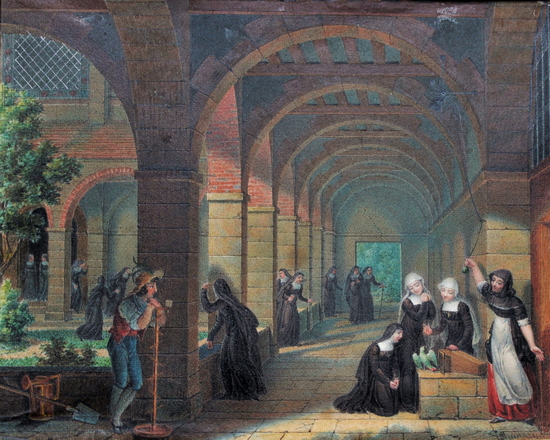
Le Perroquet Vert-Vert au couvent des Visitandines de Nantes, Jean-Claude Rumeau (1820)
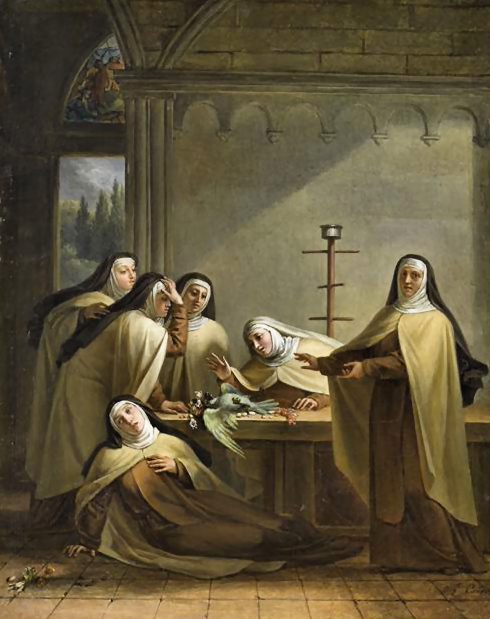
Mort de Ver-Vert, Auguste Couder (1830), musée de l'Oise à Beauvais
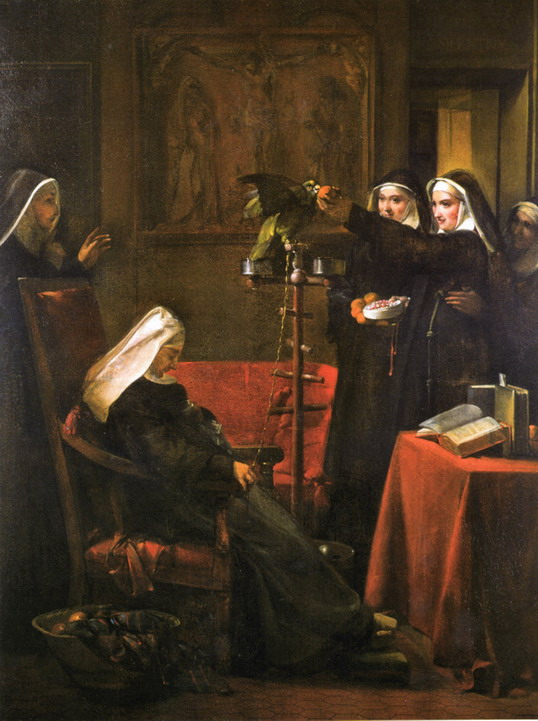
Captivité de Vert-Vert, François Marius Granet (1834), musée Granet d'Aix-en-Provence
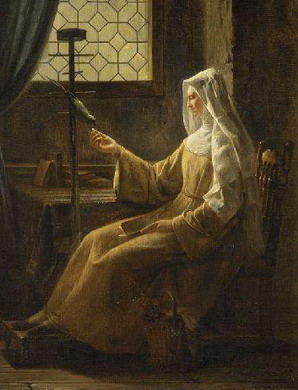
Vert-Vert, Claudius Jacquand (1835), Musée du monastère royal de Brou à Bourg-en-Bresse
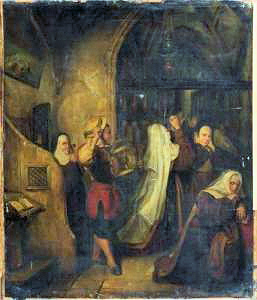
L'Arrivée de Vert-Vert à Nantes, Claudius Jacquand (1847), musée de la faïence et des beaux-arts de Nevers